# WindMade
WindMade – organizacja mająca na celu rozwój i upowszechnienie znaku konsumenckiego, wskazującego na wyprodukowanie produktu przy użyciu energii wiatru. Należąca do sektora NGO organizacja została utworzona przez 7 partnerów: Global Wind Energy Council, World Wide Fund for Nature, United Nations Global Compact, Lego, PricewaterhouseCoopers (PwC), Bloomberg L.P. oraz Vestas Wind Systems.
WindMade stawia sobie za cel przyspieszenie rozwoju energetyki odnawialnej poprzez umożliwienie korporacjom informowania o ich inwestycjach w energetyką wiatrową. WindMade umożliwi świadomym ekologicznie konsumentom wybór zakupu tych towarów, które zostały wyprodukowane przy użyciu energii wiatrowej i będzie informowała ogół o znaczeniu wykorzystywania energii pochodzącej z różnych źródeł.
WindMade ustanowi standard, który stanie się podstawą do przyznania znaku WindMade. Standard będzie poddany publicznym konsultacjom w pierwszym kwartale 2011 r..